# Memoriał Luboša Tomíčka 2014
Memoriał Luboša Tomíčka 2014 – rozegrane po raz 46. w Pradze zawody żużlowe, mające na celu upamiętnienie czechosłowackiego żużlowca Luboša Tomíčka, który zginął tragicznie w Pardubicach w 1968 roku. W memoriale zwyciężył Rosjanin Emil Sajfutdinow.

## Wyniki
- Praga, 8 września 2014

| Msc. | Zawodnik              | Państwo         | Pkt |                               |  |
| ---- | --------------------- | --------------- | --- | ----------------------------- |  |
| 1    | Emil Sajfutdinow      | Rosja           | 13  | (3,3,3,2,2) + I m. w finale   |  |
| 2    | Jurica Pavlic         | Chorwacja       | 10  | (1,1,2,3,3) + II m. w finale  |  |
| 3    | Rafał Okoniewski      | Polska          | 9   | (2,3,0,1,3) + III m. w finale |  |
| 4    | Václav Milík          | Czechy          | 13  | (2,2,3,3,3) + IV m. w finale  |  |
| 5    | Maksims Bogdanovs     | Łotwa           | 11  | (1,3,2,2,3) + def. w finale   |  |
| 6    | Eduard Krčmář         | Czechy          | 9   | (3,2,1,2,1)                   |  |
| 7    | Zdeněk Holub          | Czechy          | 8   | (3,1,2,1,1)                   |  |
| 8    | Matěj Kůs             | Czechy          | 8   | (1,d,3,2,2)                   |  |
| 9    | Robert Lambert        | Wielka Brytania | 8   | (2,2,1,1,2)                   |  |
| 10   | Davey Watt            | Australia       | 7   | (3,1,0,3,d)                   |  |
| 11   | Kai Huckenbeck        | Niemcy          | 7   | (d,3,1,3,0)                   |  |
| 12   | Josef Franc           | Czechy          | 7   | (2,2,2,1,0)                   |  |
| 13   | Martin Smolinski      | Niemcy          | 5   | (1,d,3,0,1)                   |  |
| 14   | rez. Michal Škurla    | Czechy          | 3   | (1,2)                         |  |
| 15   | Daniel Gappmaier      | Austria         | 2   | (0,1,0,0,1)                   |  |
| 16   | Roland Benkő          | Węgry           | 0   | (d,0,0,0,0)                   |  |
| 17   | rez. Ondřej Smetana   | Czechy          | 0   | (0,0)                         |  |
| 18   | Michele Paco Castagna | Włochy          | 0   | (w,–,–,–,–)                   |  |

Bieg po biegu:
1. Holub, Okoniewski, Smolinski, Gappamaier
2. Krčmář, Milík, Bogdanovs, Benkő (d4)
3. Watt, Franc, Pavlic, Huckenbeck (d4)
4. Sajfutdinow, Lambert, Kůs, Castagna (w/u)
5. Okoniewski, Milík, Pavlic, Smetana
6. Bogdanovs, Franc, Holub, Kůs (d2)
7. Huckenbeck, Lambert, Gappmaier, Benkő
8. Sajfutdinow, Krčmář, Watt, Smolinski (d4)
9. Sajfutdinow, Bogdanovs, Huckenbeck, Okoniewski
10. Milík, Holub, Lambert, Watt
11. Kůs, Pavlic, Krčmář, Gappamaier
12. Smolinski, Franc, Škurla, Benkő
13. Watt, Kůs, Okoniewski, Benkő
14. Huckenbeck, Krčmář, Holub, Smetana
15. Milík, Sajfutdinow, Franc, Gappmaier
16. Pavlic, Bogdanovs, Lambert, Smolinski
17. Okoniewski, Lambert, Krčmář, Franc
18. Pavlic, Sajfutdinow, Holub, Benkő
19. Bogdanovs, Škurla, Gappmaier, Watt (d3)
20. Milík, Kůs, Smolinski, Huckenbeck
21. Finał: Sajfutdinow, Pavlic, Okoniewski, Milík, Bogdanovs (d5)